# Zijl
Die Zijl ist ein weniger als 10 Kilometer langer Fluss in der niederländischen Provinz Südholland, der die Verbindung zwischen Oude Rijn und Kager Plassen darstellt.
Die Zijl verläuft in nördlicher Richtung vom Oude Rijn an die Stelle, wo in südlicher Richtung der Rijn-Schiekanal verläuft. Er bildet die Gemeindegrenze zwischen Leiden und Leiderdorp.